# Melo

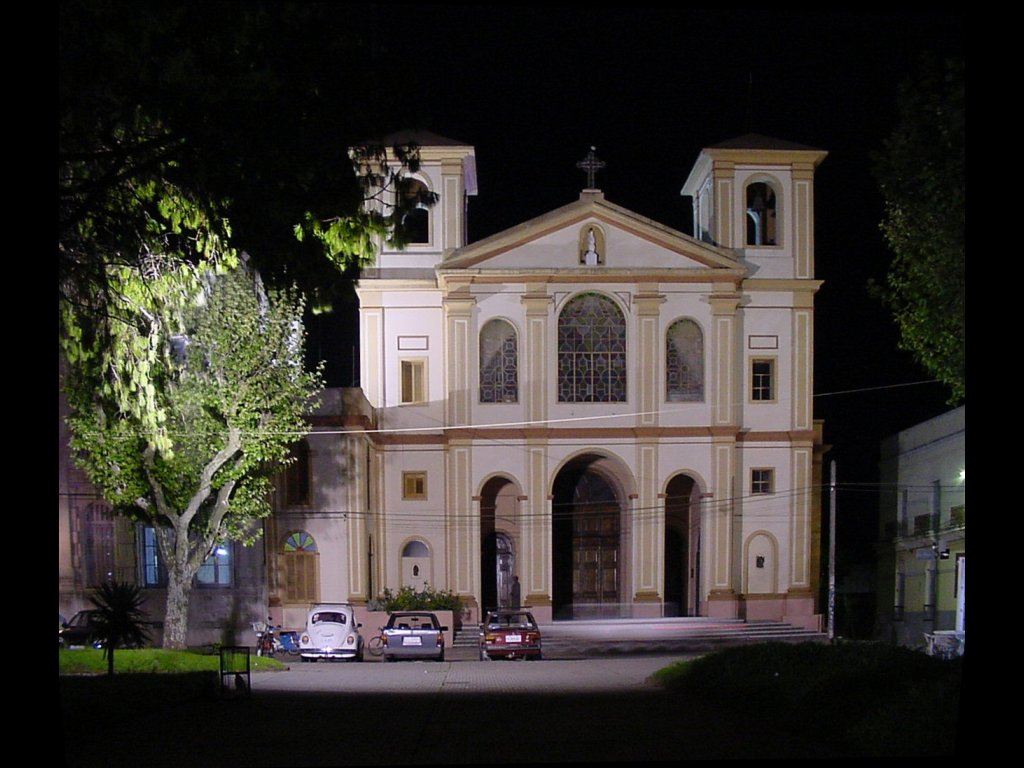
Catedral de Nuestra Señora del Pilar.

Melo es una ciudad de Uruguay, capital del departamento de Cerro Largo. Está ubicada a 400 km al noreste de Montevideo, capital del país, y a 58 km al sur de la frontera internacional con Brasil en Aceguá.

## Ubicación
La ciudad se encuentra situada en la zona centro del departamento de Cerro Largo, sobre las márgenes del arroyo Conventos, afluente del río Tacuarí; y en el cruce de las rutas nacionales 7, 8 y 26. Dista 390 km de Montevideo y 58 km de la frontera con Brasil.

## Historia
Antes de la fundación de la Guardia de Melo, los territorios eran poblados por tribus indígenas originarias, siendo la más importante la de los llamados arachanes, que ocupaban las tierras del noreste y este, desde la Cuchilla de Haedo hasta la Laguna Merín.
El 27 de junio de 1795 el Virrey del Río de la Plata, Pedro de Melo de Portugal y Villena, solicita la fundación de una población a orillas del río Tacuarí. El funcionario de la Corona española Agustín de la Rosa, interpretando la hidrografía local, establece la villa a orillas del arroyo de Los Conventos. Dos años más tarde, en 1797, se instala la primera parroquia de Nuestra Señora del Pilar y San Rafael, hoy catedral, sede del Obispado de Melo y Treinta y Tres.
Dada su cercanía con las fronteras de las colonias portuguesas en Brasil, la "Villa de Melo" —como se llamó originalmente— fue invadida por los lusitanos en 1801, en 1811 y en 1816. En ese período la villa es tomada por los portugueses, siendo en 1811 cuando el general portugués Diego de Souza, gobernador de Río Grande, dispone la toma y ocupación de la Villa que pasa a depender del gobierno de Portugal. El 2 de abril de 1816 se crea el departamento de Cerro Largo, como jurisdicción política y territorial, siendo en 1824 cuando la población de la Villa de Melo, acepta y respeta la Constitución Imperial de Portugal, Brasil y Algarve.
El 20 de noviembre de 1827, ingresa en Cerro Largo el ejército nacional de las Provincias Unidas del Río de la Plata al mando del General Juan Antonio Lavalleja, desalojando a los brasileros de la Villa. Finalmente, con la independencia definitiva del Estado uruguayo, Melo fue oficialmente declarada capital del departamento.
El 25 de julio de 1830, la población de la "Villa de Melo" jura solemnemente su adhesión a la Constitución Nacional del joven Estado Oriental del Uruguay. Los últimos años del siglo XIX favorecen su desarrollo. Al cumplirse el centenario de su fundación, en 1895, se le otorga el rango de ciudad, asumiendo el rol de Capital del departamento o Jurisdicción Política de Cerro Largo.
El 14 de junio de 1967 el termómetro bajo hasta -11.0 °C, siendo esta la menor temperatura registrada en el país.

## Población
Según el censo del año 2011 la ciudad cuenta con una población de 56.241 habitantes. Si a esta población se le suma la población conurbana (Barrio López Benítez, Barrio La Vinchuca y Barrio Hipódromo), esta asciende a 58.034 habitantes.
Melo es una de las 10 ciudades más pobladas del Uruguay y la más poblada y extensa del departamento de Cerro Largo. 
| 12 355                    | 33 741 | 38 487 | 42 245 | 46 883 | 50 578 | 51 830 |
| (Fuente: INE [Consultar]) |        |        |        |        |        |        |

## Desarrollo urbano

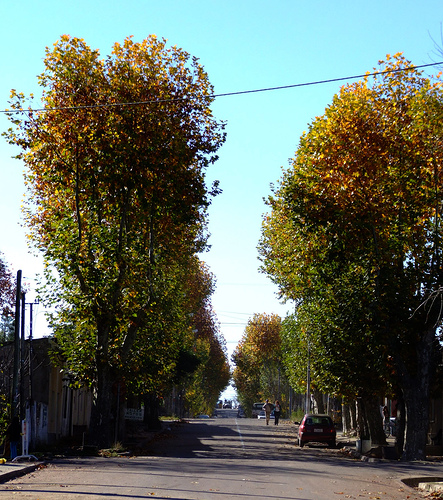
Entrada del otoño en las calles de Melo, Cerro Largo.

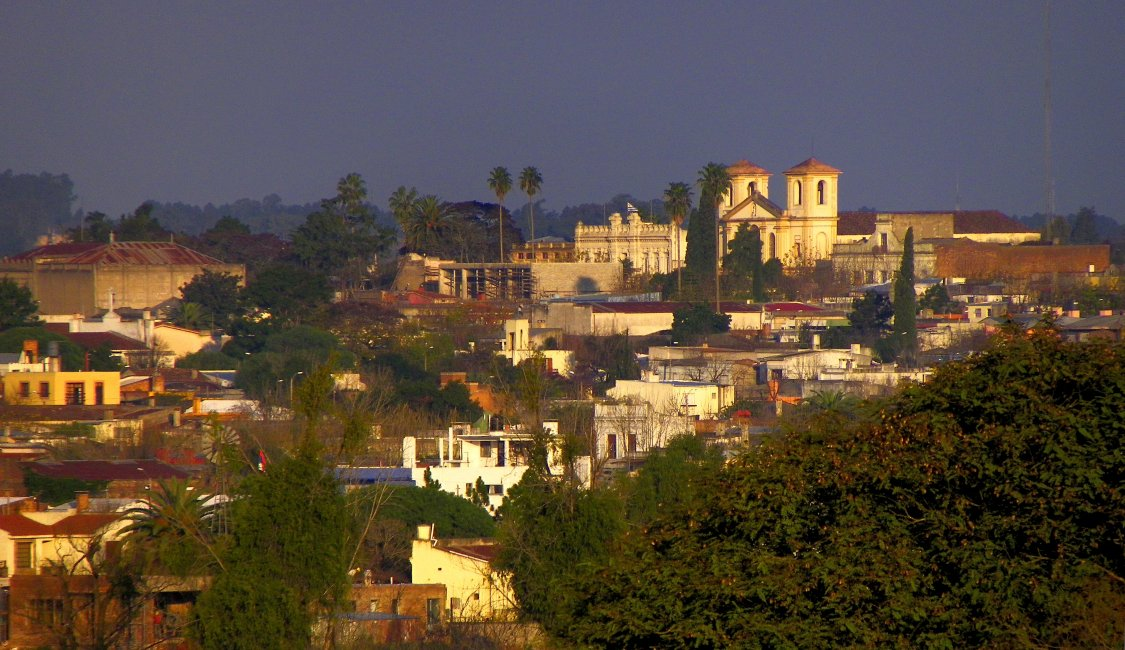
Vista parcial de la ciudad desde el Barrio Soñora.

En 1801 aparece la primera olería (industria del ladrillo) por la visión de Bartolomé Neyra, siendo la única hasta 1807, en que surge la instalación de la segunda olería por parte del cura párroco Pedro Antonio Ortuño. Esta industria incipiente generó la construcción en la naciente urbanización. Como ciudad su estructura es en damero, con edificios bajos, muchos de los cuales aún conservan viejos aljibes en sus patios.
En 1845 la plaza de la ciudad fue renombrada y adquirió el nombre del caudillo blanco Manuel Oribe, dato que es síntoma de las vinculaciones del departamento con el Partido Nacional (de hecho, la mayoría de los intendentes de Cerro Largo han pertenecido a esa colectividad política). Años después, esta plaza sería engalanada con diseños del paisajista francés Carlos Racine.
El Arroyo Conventos, es el curso de agua más próximo a la ciudad y desde donde se organiza la misma. Posee a sus orillas hermosos parques y bosques, como el Parque Zorrilla de San Martín y el Parque Rivera, que toma el nombre del General Fructuoso Rivera, quien muere en un pequeño rancho a orillas del mismo, el 13 de enero de 1854.
En 1852 se fundan las Escuelas N.º 1 "de Varones" y N.º 2 "de Niñas", comenzando la etapa de desarrollo de la Villa. En 1876 se construye la Parroquia del Carmen, continuando con la instalación paulatina de la Iglesia católica en la evangelización de los ciudadanos. 
A mediados del siglo XIX se construye en las afueras de Melo la singular edificación en piedra de la Posta del Chuy, hoy Monumento Histórico Nacional.
La población crece rápidamente a partir de las olas de inmigrantes que se instalan en la misma. Españoles, italianos, portugueses son los grupos más numerosos, no obstante, también se encuentran franceses y alemanes. A partir de ellos, comienza el desarrollo económico, comercial, industrial y cultural. Emergen sociedades nativistas y recreativas como "Los hijos del Tacuarí", se inaugura el "Teatro España", la Sociedad Española de Socorros Mutuos y La Casa D´Italia, entre otras.
Surge el periódico El Deber Cívico importante medio de desarrollo cultural e intelectual, cuna de grandes poetas como Casiano Monegal, Juana de Ibarbourou y Justino Zavala Muniz, entre otros. El siglo XX irrumpe con fuerza desplegando la industria y especialmente la ganadería. Durante la presidencia de Claudio Williman se inaugura el ferrocarril, el telégrafo, el Club Unión y el Centro Unión Obrero, Cines y Centros de esparcimiento social, así como los medios masivos de comunicación. Se instala la Educación Secundaria y Técnico-Profesional. Todo este período estuvo marcado a su vez, por las luchas civiles y políticas, de postrimerías del siglo XIX y principios del XX, con la figura política y militar de Aparicio Saravia (Partido Nacional) insurgente contra el Gobierno Central de Montevideo, dirigido por el Partido Colorado

## Acontecimientos importantes

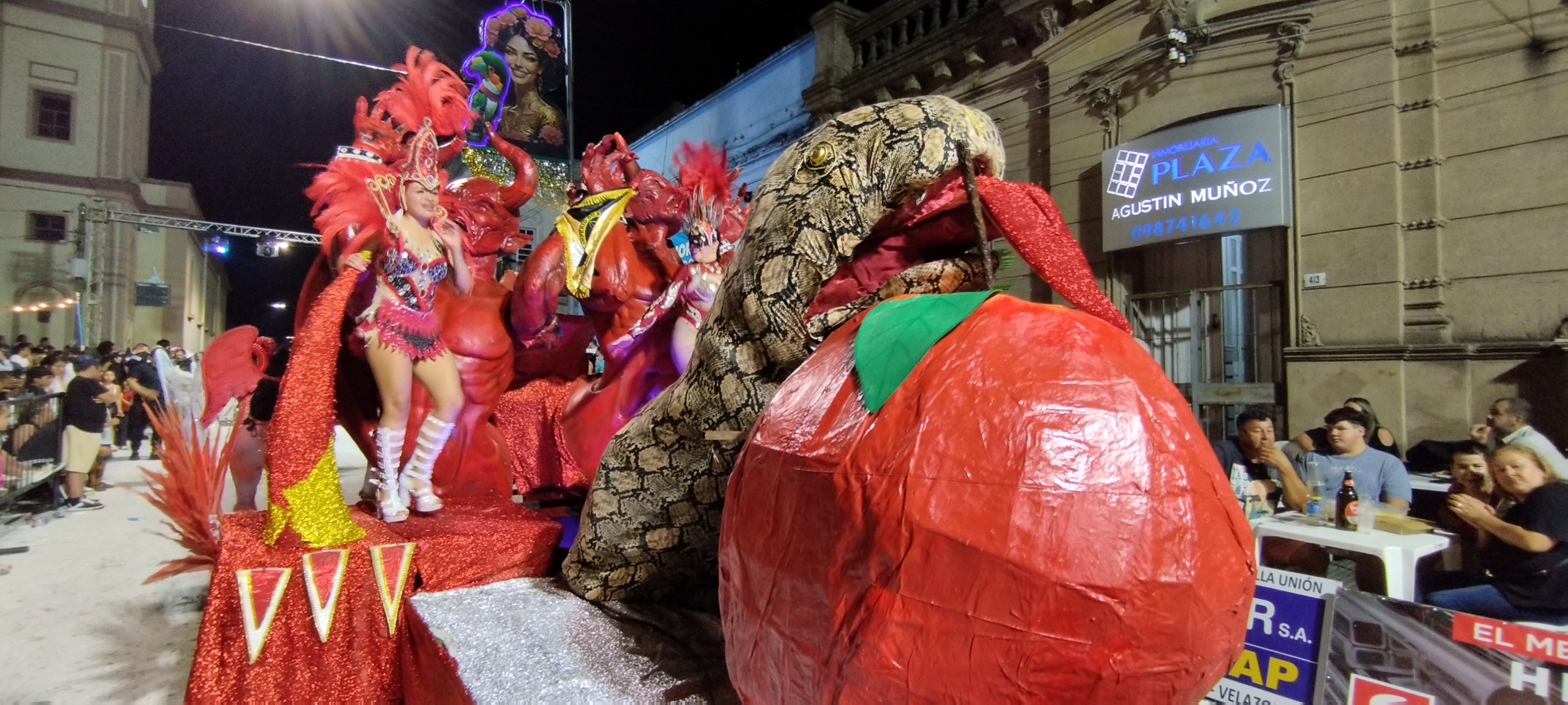
Carroza del Carnaval de Melo en 2025

Melo fue una de las ciudades visitadas por el Papa Juan Pablo II durante su segundo viaje al Uruguay, el 8 de mayo de 1988, día que fue trascendente para la localidad. 
El primer viernes de agosto del 2007, se estrenó la película denominada El baño del Papa, de César Charlone. La misma retrata los días anteriores a la llegada de Juan Pablo II a la ciudad;   los lugareños esperaban una gran cantidad de gente que llegaría a presenciar el evento y realizaron distintos emprendimientos para poder lucrar como consecuencia de la ocasión. La película muestra cómo la gente ponía puestos en la calle en la que vendían alimentos "al paso", entre otras cosas. El personaje principal de la película construye un retrete para que la gente pueda hacer sus necesidades a cambio de una pequeña suma de dinero.

## Servicios

### Educación
La ciudad cuenta con más de 25 escuelas distribuidas en toda la ciudad. 5 liceos públicos: Liceo 1 Deptal Juana de Ibarbourou, Liceo 2 Justino Zavala Muniz, Liceo 3 Emir Pica, Liceo 4 Prof Antonio M Ubilla y Liceo 5 que funciona como Centro Espinola. A su vez existen varios colegios privados de Ed Primaria y Secundaria, así como 4 centros de enseñanza dependientes de UTU: Escuela Técnica Superior, Técnica Melo Norte, Escuela Agraria y el IAE - Instituto de Alta Capacitación.
La ciudad cuenta con una diversidad de propuestas de Educación Terciaria. El Instituto de Formación Docente de Melo, y dos Centros Universitarios. Por un lado CUCEL, Casa de la Universidad de Cerro Largo, dependiente de la UdelaR, y en 2022 se abren dos carreras universitarias en la Universidad Tecnológica UTEC.

### Salud
La ciudad cuenta con un hospital público de agudos, que desde 2011 lleva el nombre: Dr. Rincón Artigas Yarce. El centro cuenta con 163 camas convencionales, no disponiendo de camas de cuidados y tratamiento intensivo, y depende de ASSE.

## Comercio e Industria
Melo es una  importante ciudad por su población y por la relación comercial y cultural generada en la frontera. Posee un aeropuerto internacional y una terminal de ómnibus de las más modernas. Posee en sus alrededores un abanico muy variado de fábricas, tanto del ámbito arrocero, frigorífico como es PUL, La Tablada, Industria Láctea representada por COLEME (siendo la Cooperativa de Lechería más antigua de Uruguay, fundada el 28 de abril de 1932), o de forestación, industrial entre otros.

## Clima
Al igual que el resto del país, Melo goza de un clima subtropical húmedo (Cfa, según la clasificación climática de Köppen), con una temperatura media anual de 17.8 °C.
| Parámetros climáticos promedio de Melo (normales 1991-2020) | Parámetros climáticos promedio de Melo (normales 1991-2020) | Parámetros climáticos promedio de Melo (normales 1991-2020) | Parámetros climáticos promedio de Melo (normales 1991-2020) | Parámetros climáticos promedio de Melo (normales 1991-2020) | Parámetros climáticos promedio de Melo (normales 1991-2020) | Parámetros climáticos promedio de Melo (normales 1991-2020) | Parámetros climáticos promedio de Melo (normales 1991-2020) | Parámetros climáticos promedio de Melo (normales 1991-2020) | Parámetros climáticos promedio de Melo (normales 1991-2020) | Parámetros climáticos promedio de Melo (normales 1991-2020) | Parámetros climáticos promedio de Melo (normales 1991-2020) | Parámetros climáticos promedio de Melo (normales 1991-2020) | Parámetros climáticos promedio de Melo (normales 1991-2020) |
| Mes                                                         | Ene.                                                        | Feb.                                                        | Mar.                                                        | Abr.                                                        | May.                                                        | Jun.                                                        | Jul.                                                        | Ago.                                                        | Sep.                                                        | Oct.                                                        | Nov.                                                        | Dic.                                                        | Anual                                                       |
| ----------------------------------------------------------- | ----------------------------------------------------------- | ----------------------------------------------------------- | ----------------------------------------------------------- | ----------------------------------------------------------- | ----------------------------------------------------------- | ----------------------------------------------------------- | ----------------------------------------------------------- | ----------------------------------------------------------- | ----------------------------------------------------------- | ----------------------------------------------------------- | ----------------------------------------------------------- | ----------------------------------------------------------- | ----------------------------------------------------------- |
| Temp. máx. media (°C)                                       | 30.2                                                        | 29.4                                                        | 27.9                                                        | 24.4                                                        | 20.4                                                        | 17.7                                                        | 17.1                                                        | 19.3                                                        | 20.3                                                        | 23.1                                                        | 26.1                                                        | 28.9                                                        | 23.7                                                        |
| Temp. media (°C)                                            | 23.8                                                        | 23.3                                                        | 21.7                                                        | 18.3                                                        | 14.7                                                        | 12.2                                                        | 11.6                                                        | 13.4                                                        | 14.7                                                        | 17.5                                                        | 19.8                                                        | 22.3                                                        | 17.8                                                        |
| Temp. mín. media (°C)                                       | 17.4                                                        | 17.1                                                        | 15.4                                                        | 12.1                                                        | 8.9                                                         | 6.8                                                         | 6.1                                                         | 7.5                                                         | 9.2                                                         | 12.0                                                        | 13.5                                                        | 15.7                                                        | 11.8                                                        |
| Precipitación total (mm)                                    | 90                                                          | 133                                                         | 101                                                         | 155                                                         | 120                                                         | 121                                                         | 116                                                         | 110                                                         | 133                                                         | 134                                                         | 100                                                         | 101                                                         | 1414.1                                                      |
| Días de precipitaciones (≥ 1mm)                             | 7                                                           | 7                                                           | 7                                                           | 8                                                           | 7                                                           | 8                                                           | 7                                                           | 7                                                           | 8                                                           | 9                                                           | 6                                                           | 6                                                           | 87                                                          |
| Fuente: Instituto Uruguayo de Meteorología                  |                                                             |                                                             |                                                             |                                                             |                                                             |                                                             |                                                             |                                                             |                                                             |                                                             |                                                             |                                                             |                                                             |